# Patrick Wiencek
Patrick Wiencek (Duisburg, 22 de março de 1989) é um handebolista profissional alemão, medalhista olímpico

## Carreira
Patrick Wiencek integrou a Seleção Alemã de Handebol no Rio 2016, conquistando a medalha de bronze.